# 석양의 하르빈
석양의 하르빈은 한국에서 제작된 강범구 감독의 1970년 영화이다. 남궁원 등이 주연으로 출연하였고 김태수 등이 제작에 참여하였다.

## 출연

### 주연
- 남궁원
- 장동휘
- 허장강

## 제작진
- 조명: 차정남
- 미술: 이문현